# Xã Goodland, Quận Itasca, Minnesota
Xã Goodland (tiếng Anh: Goodland Township) là một xã thuộc quận Itasca, tiểu bang Minnesota, Hoa Kỳ. Năm 2010, dân số của xã này là 466 người.